# Arrondissement des Almadies
 (septembre 2013).
Si vous disposez d'ouvrages ou d'articles de référence ou si vous connaissez des sites web de qualité traitant du thème abordé ici, merci de compléter l'article en donnant les références utiles à sa vérifiabilité et en les liant à la section « Notes et références ».
L'arrondissement des Almadies est l'un des quatre arrondissements du département de Dakar, dans la région de Dakar au Sénégal,.

## Géographie
Il est situé à l'extrémité de la presqu'île du Cap-Vert et est limitrophe de 3 arrondissements.
|                  | Océan Atlantique | Parcelles Assainies |
| Océan Atlantique | Almadies         | Grand Dakar         |
|                  | Océan Atlantique | Dakar Plateau       |

## Histoire
La pointe rocheuse est découverte par le navigateur portugais Dinis Dias (1444). Selon Louis-Fernand Flutre, le mot pourrait dériver de l'arabe alma dia par l'intermédiaire du portugais Almadya qui signifie pirogue. Pour Jules Zeller, le mot serait la traduction de trépasser en arabe en lien avec de nombreux naufrages.

## Administration

Localisation de l'arrondissement des Almadies

L'arrondissement des Almadies est constitué de quatre communes d'arrondissement.
| Commune d'Arrondissement | Population (2013) | Superficie km2 |
| ------------------------ | ----------------- | -------------- |
| Mermoz-Sacré-Cœur        | 29 798            | 6              |
| Ngor                     | 17 383            | 4,5            |
| Ouakam                   | 74 692            | 5              |
| Yoff                     | 89 442            | 15             |
| Total                    | 211 315           | 30             |

## Les 4 communes d'arrondissement

### Mermoz-Sacré-Coeur
Mermoz-Sacré-Cœur est un quartier résidentiel de Dakar.

### Ngor
Le village Lébou de Ngor est situé au Nord de la presqu’île du Cap-Vert, non loin de l'aéroport. Ngor est une commune hétéroclite avec d'un côté le village traditionnel, populaire et pauvre. D'un autre côté, se trouve une zone touristique située en face de l’île de Ngor et enfin la pointe des Almadies avec les belles villas résidentielles qui côtoient le King fadh palace.

### Ouakam

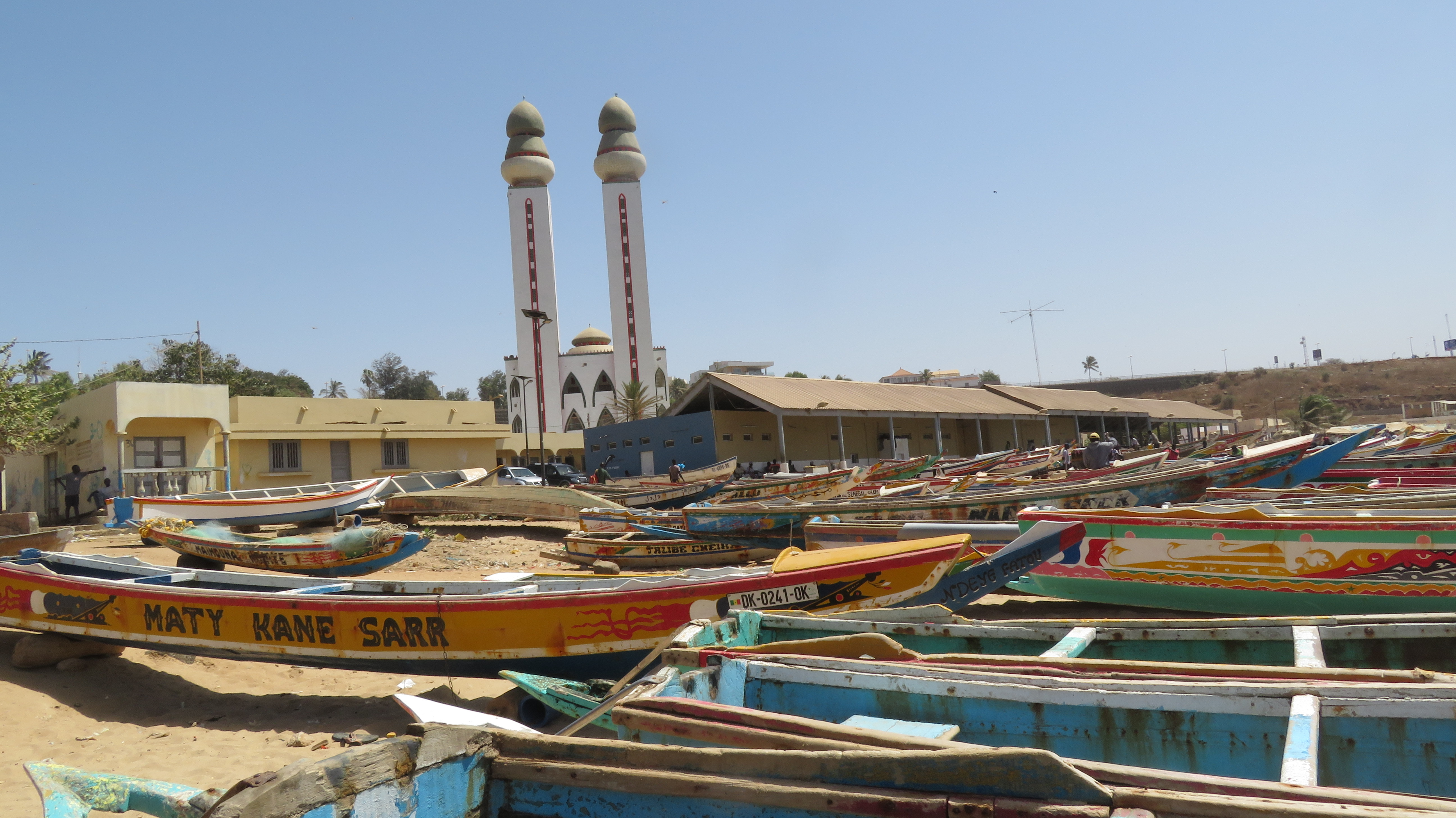
Pirogues et mosquée à Ouakam.

Ouakam fait partie des quatre villages Lébous de l'extrémité de la presqu'île du Cap-Vert qui sont peu à peu devenue des banlieues de Dakar.
Ouakam est situé entre Fann, Mermoz, Ngor et Yoff. Une grosse partie du village borde la clôture de l’aéroport de Yoff. Ce qui caractérise Ouakam se sont évidemment les collines des Mamelles dont la plus grande est le point culminant de la presqu’île du Cap-Vert et accueille le phare dit "Phare des Mamelles" mis en service en 1864 et permet d'orienter la navigation maritime au large de Dakar. Le phare est aujourd'hui édifié sur le mamelon le plus élevé à 126 mètres d'altitude.Cette disposition idéale ainsi que son ampoule puissante lui permet d’être vue à 53 kilomètres. 
Sur l'autre colline, se trouve le Monument de la Renaissance africaine inauguré lors des cérémonies du cinquantenaire de l'indépendance du Sénégal.

### Yoff
Yoff est un village de Lébous situé sur la presqu’île du Cap-Vert. Aujourd’hui, si la majeure partie des yoffois habite à Yoff-Pécheur,la plus grande superficie du village est occupée par des nouvelles zones relativement riches. Ainsi, le village de Yoff est divisé en de nombreux quartier. Les quartiers populaires sont : Yoff-Layenne, Yoff-Ngapparou, Yoff-Pécheur.

## Loisirs

### Sports
- Natation : elle se fait à la pointe des Almadies, à l'île de Ngor, à la plage de Yoff avec des maîtres nageurs.
- Surf : on pratique à la plage de Ngor
- Canoë :
- Football:
- Basket :

### Hôtels
- Mermoz-sacré-Coeur : Radisson Blu
- Ngor : le Ngor Diarama,Sunugal Barrazérade,King fadh place
- Ouakam : Hôtel du Phare Mamelle
- Yoff : Tafesguy-hotel,Hôtel Diamant Vert ,Le Tahiti; Hôtel Le virage, Onomo hotel

## Grandeur et décadence
Grandeur et décadence, prestige et ténèbres, nimbent d’un voile quasi mythique ce quartier résidentiel, redevenu accessible après des décennies d’isolement. Ici règne un étonnant sentiment de calme, de vie au ralenti d’une part et, d’autre part, le charme désuet d’un décor de film d’époque. Les Almadies comptent également des maisons en sentier, que des personnes aux revenus faibles ont fini de squatter, y élisant demeure, la plupart du temps. Ces multiples influences charrient, surtout, d’une identité variée. Il se dégage l’incroyable contraste entre le raffinement des demeures et les conditions matérielles extrêmement dures de certaines personnes qui ont fini par occuper ces maisons en devenir.

## Refuge de nouveaux riches
La ville des Almadies demeure l’énigme des mille et un paradoxes à cause de la différence du niveau de vie de ses habitants. Des riches cohabitent avec des individus que la pauvreté enserre dans ses mailles. Ils habitent des bâtiments en construction, dont les propriétaires leur confient la surveillance. Chacun y gagne. Les occupants de circonstance pourront, au cours de leur séjour, crécher dans ses bâtisses. Tandis que les prioritaires voient assurer la surveillance de leur sentier en cours, avant que celui-ci ne devienne un dépôt d’ordures.

## Un prix immobilier variable
pendant des années, les prix de l’immobilier ont progressé à un rythme deux fois plus rapide. C’est bien la preuve que les prix sont déconnectés de la réalité du marché. Ils ne sont pas standards et varient selon des données non objectives, note Amadou Gueye qui travaille dans une agence immobilière basée aux Almadies. A titre d’exemple, il cite un appartement de 3 chambres et un salon loué à 480.000 FCfa le mois. Ceci peut constituer, selon lui, une aubaine au vu des prix pratiqués la plupart du temps. Dans la même agglomération, un autre appartement de 3 chambres et de 2 salons est cédé à 350 000 FCfa le mois. Un autre appartement de 4 pièces est cédé à 650 000 FCfa le mois.